# 留尼旺旗幟
留尼旺旗幟是隸屬於法國海外領土留尼旺的旗幟。由於留尼旺仍屬法國的海外領土，因此該地區主要多使用法國國旗，作為該島旗幟。儘管法國在留尼旺的權力鬆綁，但留尼旺並沒有單獨的官方旗幟。在民間，也有不少當地人設計了不同的留尼旺的非官方旗幟，其中最多人使用的是由設計師Guy Pignolet設計的，當地人稱「Lö Mahavéli 」音譯為「洛-馬哈韋利」旗。

## 沿革
留尼汪旗幟學協會於2003年選擇了一面旗幟作為該島主要的非官方旗幟。該描繪了被金黃色陽光照亮的富爾奈斯火山。是由 Guy Pignolet 在 Jean Finck 和 Didier Finck 的幫助下於 1974 年設計的，在2003年旗幟學協會選擇了該旗幟後將其推廣。 到了2014年聖菲利普和聖丹尼多個地方議會開始使用該旗幟。時至今日，該旗幟可在手機的Emoji中找到。

### 官方正式旗幟

法國國旗

## 獨立旗
留尼汪島的獨立主義者和民族主義者也設計有自己的旗幟，由綠色、黃色、紅色三色組成。黃色象徵奴隸制，代表受殖民被壓迫的奴隸；黃色象徵工人階級；紅色象徵革命與獨立。

### 前非官方旗

民族獨立旗
洛-馬哈韋利旗
提议的留尼汪旗帜
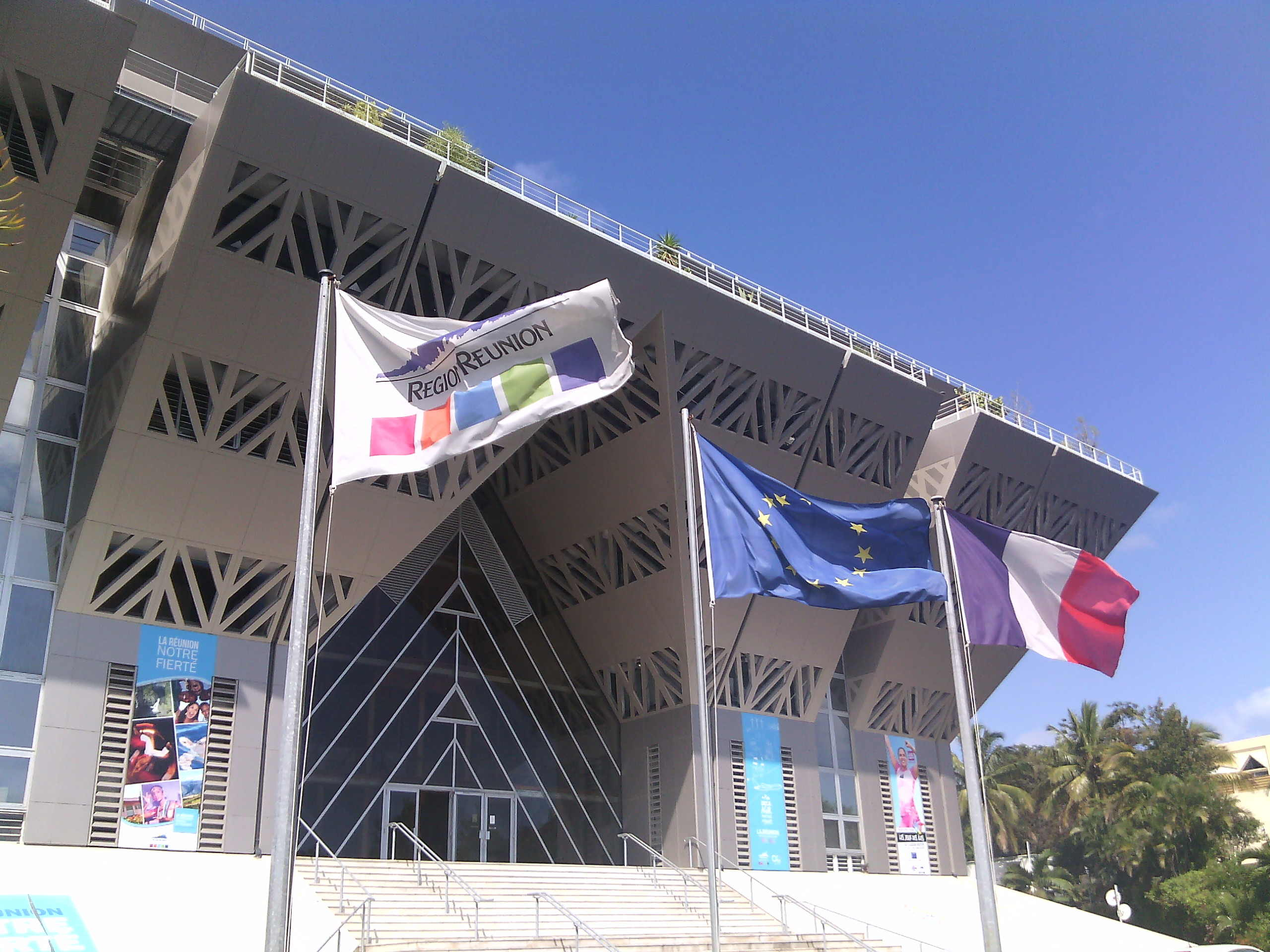
留尼汪岛地区议会、欧盟和法国的旗帜
留尼汪旗帜协会（APDR）提议的留尼汪旗帜